# Балло (Нідерланди)
Балло (нід. Balloo) — село в нідерландській провінції Дренте. Входить до муніципалітету А-ен-Гюнзе.
Його площа становить 0,49 км², а населення станом на 2021 рік складало 160 осіб.